# گمینا وانوولنگتسا
گمینا وانوولنگتسا (به لهستانی:  Gmina Wąwolnica) یک گمینا در لهستان است که در شهرستان پوواو واقع شده‌است. گمینا وانوولنگتسا ۶۲٫۱۵ کیلومتر مربع مساحت و ۴٬۷۹۹ نفر جمعیت دارد.